# IC 1636
IC 1636 ist eine linsenförmige Galaxie vom Hubble-Typ S0 im Sternbild Fische auf der Ekliptik. Sie ist schätzungsweise 261 Millionen Lichtjahre von der Milchstraße entfernt und hat einen Durchmesser von etwa 25.000 Lj.
Im selben Himmelsareal befinden sich u. a. die Galaxien NGC 407, NGC 410, NGC 414, IC 1638.
Das Objekt wurde am 17. Oktober 1903 von Stéphane Javelle entdeckt.